# Andrea Villarreal
Andrea Villarreal   (Lampazos de Naranjo, 20 de gener de 1881 - Monterrey, 19 de gener de 1963) fou una revolucionària, periodista i feminista mexicana, sovint anomenada a la premsa com la Joana d'Arc mexicana.
Va donar el seu suport al Partit Liberal Mexicà (PLM) oposant-se a la dictadura del President Porfirio Díaz (1876-1911), durant la Revolució Mexicana de 1910 a 1917.
Originària de Lampazos de Naranjo, Nuevo León, Mèxic, es va veure forçada a fugir amb la seva germana Teresa a Texas on va publicar dos diaris d'exili a San Antonio, al diari feminista «La Mujer Moderna» (1910) i al revolucionari «El Obrero».
Va retornar a Mèxic després de la caiguda de Diaz i va morir en un hospital militar a Monterrey el 1963.